# Кнауте, Хансйорг
Хансйорг Кнауте (нем. Hansjörg Knauthe, род. 13 июля 1944) — немецкий биатлонист.
Окончил Немецкий институт физкультуры в Лейпциге.
Пять раз подряд становился чемпионом страны в эстафете (с 1967 по 1971 год; выступал в эстафете за клуб Dynamo Zinnwald). Один раз одержал на чемпионате страны победу в гонке на 20 км. На этой же дистанции три раза (1966, 1970, 1971) серебряный призёр.
Участник зимних Олимпийских игр 1968 (21 место на 20 км) и 1972 года в составе сборной ГДР. На последних занял второе место в индивидуальной гонке на 20 км и третье в составе эстафетной команды. Бронзовый призёр чемпионата мира 1970 года в эстафете.
После завершения объединения Германии работал в канцелярии Саксонии.